# Pasjak (Gnjilane)
Pour les articles homonymes, voir Pasjak.
Pasjak en albanais et Pasjak en serbe latin (en serbe cyrillique : Пасјак) est une localité du Kosovo située dans la commune/municipalité de Gjilan/Gnjilane, district de Gjilan/Gnjilane (Kosovo) ou district de Kosovo-Pomoravlje (Kosovo). Selon le recensement kosovar de 2011, elle compte 1 176 habitants.
Selon le découpage administratif du Kosovo, le village est rattaché à la commune/municipalité de Novobërdë/Novo Brdo, dans le district de Pristina.

## Démographie

### Évolution historique de la population dans la localité
| 1948 | 1953 | 1961 | 1971 | 1981 | 1991 | 2011  |
| ---- | ---- | ---- | ---- | ---- | ---- | ----- |
| 175  | 178  | 203  | 272  | 408  | 463  | 1 176 |

|  |

### Répartition de la population par nationalités (2011)
En 2011, les Albanais représentaient 99,91 % de la population.